# ذهاب وعودة (مسلسل)
ذهاب وعودة مسلسل مصري إنتج عام 2015 وعرض في رمضان 1436 هـ من إخراج أحمد شفيق وتأليف عصام يوسف عرض لأول مرة في 19 يونيو 2015 على عدة قنوات تلفزيونية عربية وهو من بطولة النجم المصري أحمد السقا.

## القصة
تدور أحداث المسلسل حول(خالد) شاب يمتلك شركة كبيرة للاستيراد والتصدير، يُخطَف ابنه الصغير (ياسين)، ويكتشف أنه خطف من قبل عصابة تتاجر في الأعضاء البشرية. يتم ترحيله خارج (مصر)، فيقرّر السفر للبحث عنه، وبالفعل يتورّط (خالد) في عالمهم من أجل البحث عن ابنه، ولكنه يكتشف العديد من المفاجآت والصدمات غير المتوقعة إطلاقًا.

## الممثلون
- أحمد السقا: (خالد الإبراشي)
- مجدي كامل: (سامي)
- ياسر جلال: (حسين جوهر)
- إنجي المقدم: (غادة)
- أدهم خرشوم: (الطفل ياسين)
- أحمد راتب: (اللواء محمد الإبراشي)
- إيهاب فهمي: (طارق الحريري)
- بيومي فؤاد: (الشيخ جلال)
- ضياء عبد الخالق: (العقيد سامح عبد العزيز)
- فريال يوسف: (شهيرة زوجة سامي)
- طارق الإبياري: (النقيب رائف عبد الخالق)
- ألين لحود
- لقاء سويدان: (هالة)
- ندى موسى: (دينا)
- محمد أبو الوفا: (اللواء عادل نجيب)
- نضال نجم: (وصفي)
- حنان يوسف
- ليلى عز العرب (والدة خالد)
- فراس سعيد
- ياسر الطوبجي: (الضابط أيمن)
- إسلام جمال: (محمود)
- إلهام عبد البديع: (فاطمة)
- وجيه صقر
- جميل عواد: (الحج تميم والد منذر ووصفي)
- نادين سلامة
- مرام علي
- يانوس أنتونيو
- جالاتيا زينونوس
- تامر شلتوت
- محمد حسني: (أحمد الخاطفين)
- ناهد رشدي:(زوجة الطبيب)
- منة بدر: (بوسي)
- محمد عادل: (عز)
- جولييت عواد
- ندى عادل: (نسرين)
- عصام السقا
- تهاني راشد:(دجالة)
- سيد صادق:(ضيف شرف)
- سعيد صديق:(د. يحيي غنيم)
- عبد الرحيم حسن: (د. إسماعيل)
- حمدي هيكل:(منصور)
- شريف عامر: (إعلامي)
- محمد غنيم: اللواء سعيد الحباش

## مواقع التصوير
تم تصوير المسلسل في عدة مناطق من مصر وبالضبط في شرم الشيخ إلى الخارج نحو لبنان وقبرص.